# Jakob Dörr (Politiker, 1799)
Jakob Dörr (* 9. Juli 1799 in Rheinbischofsheim; † 6. April 1868 ebenda) war ein badischer Kaufmann und Politiker. Er war Mitglied der Zweiten Kammer der Badischen Ständeversammlung in Karlsruhe von 1842 bis 1851 und von 1857 bis 1858 für das Amt Rheinbischofsheim / Kork sowie Bürgermeister von Rheinbischofsheim.

## Herkunft
Jakob Dörr wurde als Sohn des Gastwirtes Johann Jakob Dörr (* 15. November 1777 in Rheinbischofsheim; † 1. Oktober 1846 ebenda; evangelisch) geboren. Ursprünglich stammt die Familie Dörr aus Grünberg in Hessen.

## Familie
Dörr war mit Maria Sophia Wetzel verheiratet. Sie hatten fünf Kinder (Jakob Gustav, Marie Sophie Fanny, Johann Jakob Albert, Ludwig Edward und Louisa Ida). Sein Vater Johann Jakob (* 15. November 1777 in Rheinbischofsheim; † 1. Oktober 1846 ebenda; evangelisch) war vor ihm ebenfalls Mitglied der Zweiten Kammer der Badischen Ständeversammlung in Karlsruhe von 1819 bis 1823 und von 1831 bis 1835.
Die Familie Dörr war Preisträger der Medaille 1. Klasse für Hanfbau bei der Weltausstellung 1855 in Paris.